# Diplogasteroididae
Diplogasteroididae é uma família de nematóides pertencentes à ordem Diplogasterida.
Género:
- Dirhabdilaimus